# Benuza
Benuza es un municipio y lugar español de la provincia de León, en la comunidad autónoma de Castilla y León. Se encuentra en la Cabrera Baja, comarca tradicional de La Cabrera, e integrado administrativamente en el Consejo Comarcal de El Bierzo. Cuenta con una población de 442 habitantes (INE 2024).
Benuza es uno de los municipios leoneses que son bilingües, situándose en el área de transición entre el leonés y el gallego, hecho por el cual algunos autores consideran su habla como parte del leonés y otros la encuadran dentro del gallego.

## Historia
Los primeros vestigios de poblamiento humano en el municipio datarían de época romana, estando relacionados con la minería de oro en la zona. Así, la existencia de restos de poblamientos romanos en alto (coronas romanas) pudieron servir de puesto de vigilancia de las canalizaciones de agua que desde las montañas cercanas trasladaban el elemento a las minas romanas de Las Médulas, como los canales de Llamas de Cabrera, o los existentes en Pombriego. En todo caso, pudo haber existido un poblamiento astur anterior, pero la falta de pruebas no permite afirmar nada en este sentido.
No obstante, la fundación de Benuza y del resto de las localidades del municipio se dataría en la Edad Media, cuando se integraron en el Reino de León, en cuyo seno se habría acometido su fundación o repoblación.
Posteriormente, con la reducción de ciudades con voto en Cortes a partir de las Cortes de 1425, Benuza pasó a estar representado por León, lo que le hizo formar parte de la provincia de León en la Edad Moderna, situándose dentro de ésta en la Gobernación de Cabrera.
Finalmente, en la Edad Contemporánea, en 1821 Benuza fue una de las localidades que pasó a formar parte de la provincia de Villafranca, si bien al perder ésta su estatus provincial al finalizar el Trienio Liberal, en la división de 1833 Benuza quedó adscrito a la provincia de León, dentro de la Región Leonesa.
Así describía Pascual Madoz, en la primera mitad del siglo XIX, a Benuza en el tomo IV del Diccionario geográfico-estadístico-histórico de España y sus posesiones de Ultramar:

Lugar situado en la provincia de León (15 ½ leguas), partido judicial de Ponferrada, diócesis de Astorga, audiencia territorial y capitanía general de Valladolid, ayuntamiento de Igüeña. Situado en una planicie suavemente inclinada, a la orilla derecha de un arroyo que baja de la sierra de Lardera y va a unirse al Cabrera no lejos de Pombriego. Combatido por los vientos del Norte y Oeste en especialidad, siendo sus enfermedades más comunes las fiebres catarrales e inflamatorias. Tiene 68 casas, cárcel, escuela de primeras letras dotada con 200 reales de una obra pía, a la que asisten sobre 24 niños de ambos sexos, iglesia parroquial (San Estéban), con los anejos de Yebra y Sotillo, servida por un cura; una ermita dedicada al Santo Cristo, y 3 fuentes, de cuyas exquisitas aguas se surten los vecinos para el consumo doméstico y otros usos. Confina Norte Pombriego; Este Yebra; Sur Sigüella, y Oeste Sotillo. El Terreno es de mediana calidad y de secano la mayor parte, a excepción de algunos trozos que beneficia el arroyo indicado. Los caminos son carreteros, si se exceptúa uno que viene de Cabrera y se dirige al Vierzo y Valdeorras. Recibe la correspondencia de Ponferrada. Productos: Trigo, centeno, patatas, castañas, lino, algún vino, legumbres y yerbas de pasto; cría ganado vacuno, lanar y de cerda; caza de liebres, perdices y animales dañinos; y pesca de truchas. La industria está reducida a 3 molinos harineros, suficientes para el consumo del pueblo. Población: 61 vecinos, 250 almas. Contribución con el ayuntamiento.
Pascual Madoz.

Ya en el siglo XX, durante los años posteriores a la guerra civil española (1936-1939), toda La Cabrera fue zona de refugio de la guerrilla antifranquista (maquis, conocidos en la zona como escapados), registrándose enfrentamientos en la zona entre la guerrilla y la Guardia Civil.

## Demografía
Cuenta con una población de 442 habitantes (INE 2024). El municipio de Benuza sufrió durante la segunda mitad del siglo XX una fuerte emigración, principalmente hacia Francia, Bélgica, y Suiza. Hoy en día solo cuenta con el 25 % de la población que tenía a principios del siglo.
| Gráfica de evolución demográfica de Benuza entre 1842 y 2021                                                          |
| |
| Población de derecho según los censos de población del INE. Población de hecho según los censos de población del INE. |

### Núcleos de población
El municipio se divide en varios núcleos de población, que poseían la siguiente población en 2017 según el INE.
| Núcleo de población | Población |
| ------------------- | --------- |
| Silván              | 129       |
| Pombriego           | 85        |
| Sigüeya             | 79        |
| Lomba               | 64        |
| Benuza              | 38        |
| Sotillo de Cabrera  | 36        |
| Llamas de Cabrera   | 22        |
| Yebra               | 18        |
| Santalavilla        | 16        |

## Comunicaciones
Benuza se comunica mediante carreteras vecinales y la LE-164. El aeropuerto más cercano se encuentra en León.

## Fiestas
Destacan tres festividades principales en el municipio:
- La Virgen del Valle, patrona de la Cabrera, que tiene lugar en Llamas de Cabrera y se celebra cada primer domingo del año después de la Pascua.
- Nuestra Señora de los Remedios, patrona del municipio, que celebra su fiesta cada 8 de septiembre, siendo fiesta local en todo el municipio, y celebrándose en la localidad de Sotillo de Cabrera.
- Santa Elena, en Lomba, que celebra su día grande cada primer domingo del año en mayo.

Además de estas tres fiestas, que pueden considerarse las más importantes del municipio, cada pueblo tiene su patrón al que rinden homenaje, siendo San Esteban en Benuza, San Pedro en Lomba, San Martino en Llamas, San Roque en Pombriego, Nuestra Señora del Rosario en Santalavilla, Santa Marina en Sigüeya, Santiago en Silván, San Pelayo en Sotillo y San Bernardino en Yebra.